# Matthew Quay

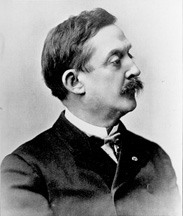
Matthew Quay

Matthew Stanley Quay (* 30. September 1833 in Dillsburg, York County, Pennsylvania; † 28. Mai 1904 in Beaver, Pennsylvania) war ein US-amerikanischer Politiker. Zwischen 1887 und 1899 sowie nochmals von 1901 bis 1904 vertrat er den Bundesstaat Pennsylvania im US-Senat.

## Werdegang
Matthew Quay besuchte die öffentlichen Schulen seiner Heimat. Im Jahr 1850 absolvierte er das Jefferson College in Washington (Pennsylvania). Danach war er für einige Zeit als Lehrer tätig. Nach einem anschließenden Jurastudium und seiner 1854 erfolgten Zulassung als Rechtsanwalt begann er in Beaver in diesem Beruf zu arbeiten. Zwischen 1856 und 1860 bekleidete er das juristische Amt des Prothonotars im Beaver County. Während des Bürgerkrieges war er in verschiedenen Funktionen als Offizier für die Union eingesetzt. Dabei war er Oberst der Freiwilligentruppen aus Pennsylvania. Für seine militärischen Leistungen erhielt er 1888 die Congressional Medal of Honor.
Politisch schloss er sich der Republikanischen Partei an. Zwischen 1865 und 1867 saß er im Repräsentantenhaus von Pennsylvania. Von 1867 bis 1872 gab er die Zeitung Beaver Radical heraus. Danach war er zweimal als Secretary of Commonwealth geschäftsführender Beamter der Staatsregierung von Pennsylvania: von 1872 bis 1878 sowie zwischen 1879 und 1882. Dazwischen war er in den Jahren 1878 und 1879 für die Stadt Philadelphia als Registrator (Recorder) tätig. 1886 und 1887 war er als Nachfolger von William Livsey Treasurer seines Staates. In den Jahren nach dem Bürgerkrieg gewann Quay in Pennsylvania immer mehr Einfluss auf die dortige Republikanische Partei. Bald stieg er in der Hierarchie ganz nach oben und wurde nach Simon Cameron und dessen Sohn James der dritte republikanische Parteiführer in Pennsylvania. Er wurde allgemein als der Boss bezeichnet, der die Parteimaschinerie zeitweise uneingeschränkt dirigierte. 1888 leitete er den Präsidentschaftswahlkampf von Benjamin Harrison. Im selben Jahr wurde er auch Vorsitzender des Republican National Committee, der republikanischen Parteiorganisation, was er bis 1891 blieb.
1887 wurde Quay in den US-Senat gewählt, wo er am 4. März die Nachfolge von John I. Mitchell antrat. Nach einer Wiederwahl konnte er dort bis zum 3. März 1899 zwei volle sechsjährige Amtszeiten absolvieren. Im Jahr 1896 strebte er erfolglos die Nominierung seiner Partei für die Präsidentschaftswahlen an. Diese ging an William McKinley. Um diese Zeit begann sein Einfluss etwas zu sinken. Er musste sich in Pennsylvania mit Vorwürfen der Veruntreuung von Geldern auseinandersetzen. Zwar wurde er freigesprochen; der dadurch entstandene politische Schaden führte aber dazu, dass er in der Staatslegislative, die damals die US-Senatoren aus Pennsylvania wählte, keine Mehrheit für eine Wiederwahl mehr fand. Allerdings konnte man sich dort auch auf keinen anderen Kandidaten verständigen. Daraufhin griff Gouverneur William A. Stone ein und ernannte Quay wiederum zum US-Senator, um das Mandat besetzt zu halten. Das hatte einen etwas bitteren Nachgeschmack, weil Quay den Wahlkampf des Gouverneurs massiv unterstützt hatte und die Ernennung nun als Gegenleistung angesehen wurde. Der Senat lehnte die Ernennung Quays allerdings ab und verweigerte ihm seinen Sitz, der daraufhin zwischen 1897 und 1901 vakant blieb. 1901 fand sich bei der Nachwahl dann doch eine Mehrheit für Quay, der dann am 15. Januar jenes Jahres erneut in den Senat einzog und das Mandat bis zu seinem Tod am 28. Mai 1904 bekleiden konnte. Während seiner Zeit im Kongress führte Quay den Vorsitz in mehreren Ausschüssen.